# Hagyományos koreai zene

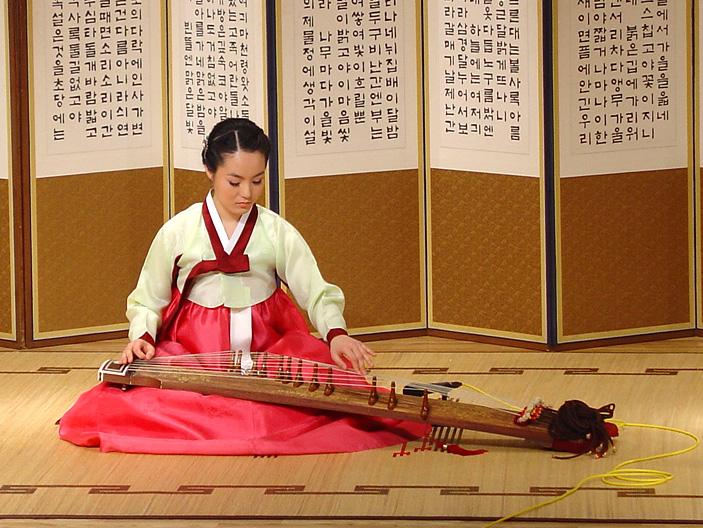
Kajagum (Gayageum)on játszó hölgy

A hagyományos koreai zene, koreaiul kugak (hangul: 국악, RR: gugak, ’nemzeti zene’) története a három királyság előttre vezethető vissza. A történelem folyamán sok hatás érte mind Kína, mind pedig Japán felől, majd később nyugatról is.
A koreai zene jelentősen eltér a nyugati zenétől. A koreai zenében a ritmust a levegővétel szabja meg, az a frázis, amit egy levegővel játszanak vagy énekelnek el. A lassú, szomorkás frázisokban a hosszú, mély levegő rajzolja a dallamot, míg a fokozottabb, gyorsabb tempójú zenében érezni lehet az előadók izgatottabb hangulatát, a feszültséget. A csoportos együtt zenélésben nincs például karmester, koncertmester, mint a nyugati zenekarokban. A koreai zenéhez szinte mindig társul egy énekes vagy táncos, a zenészek pedig az ő ritmusát veszik fel, hozzá alkalmazkodnak. A hagyományos koreai zene alapja tehát az összehangolt levegővétel, ez szabja meg a tempót.
Körülbelül 60 tradicionális hangszert tartanak számon, melyek közül 30 már a három királyság alatt is létezett. Ilyenek például a kevésbé ismert hjonhakgum (현학금, hyeonhakgeum), ami a Csin (Jin)-korabeli kínai héthúros citera kogurjói (goguryeói) változata, vagy például a kajagum (gayageum) (가야금), ami manapság is igen népszerű hangszer, és talán a legismertebb mind közül.

## Története
A három királyság előtti idők zenéjéről keveset tudni, valószínűleg a sámánizmushoz köthető rituális zenék léteztek ebben az időszakban, melyeket a földműveléshez kapcsolódó ünnepek idején is előadtak. Az ásatások során talált leletek olyan húros hangszerekre utalnak, melyek meglehetősen fejlettnek számítottak abban a korban.

### A három királyság kora
Kogurjó (Goguryeó)ban (i. e. 37 – i. sz. 668) többfajta hangszer létezett, a lantfélék közé tartozó pipha (bipa) (비파), a fúvós phiri (piri) (피리) és a citera családba tartozó, ma is használatos hathúros komungo (geomungo) (거문고). A Szamguk szagi (Samguk sagi) szerint Vang Szanak (Wang San-ak) (왕산악, 王山嶽) alkotta meg és több mint 100 dalt komponált rajta. A legenda szerint Vang (Wang) egy kínai ku-csin (guqin)t kapott ajándékba, de nem tudta, hogyan kell játszani rajta, ezért azt modellként felhasználva építette meg a komungót (geomungót). A hangszert megörökítették egy sírban talált falfestményen is, mely ma Kína Csilin (Jilin) tartományában található.

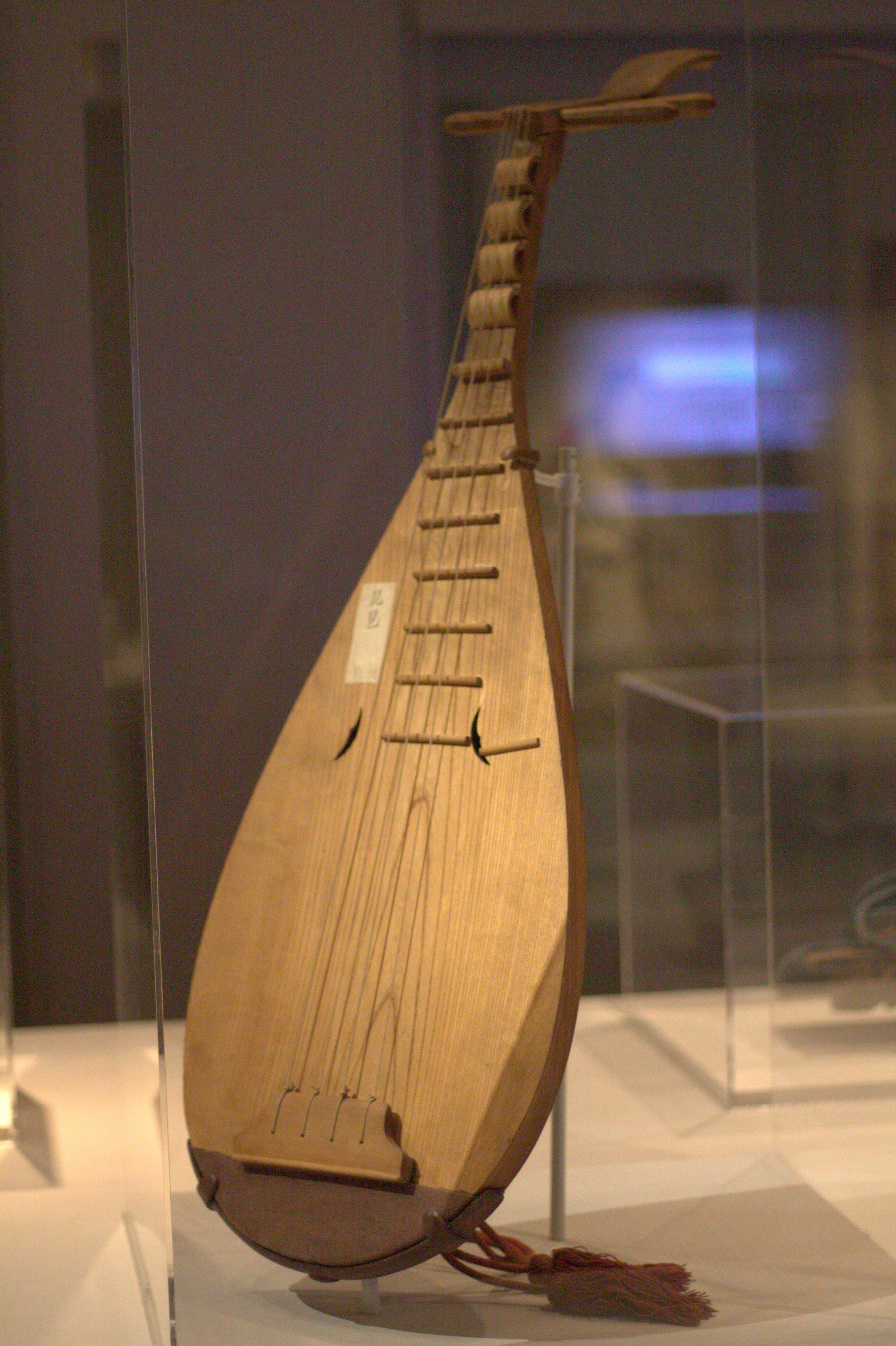
Pipha (Bipa)

A Pekcse (Baekje) korabeli zenéről keveset tudni, az azonban bizonyos, hogy a pekcse (baekje)i zenészek gyakran jártak a kínai dinasztiák udvarában, és cseréltek tudást. Feljegyzések megerősítik, hogy Pekcse (Baekje) a dél-kínai dinasztiáktól vette át a maszkos táncokat, melyeket Japán felé közvetített (gigaku). Az egyik átvett, népszerű kínai hangszer a hárfához hasonlító kunghou (konghou) (箜篌; hangul: 공후, konghu (gonghu)) volt. A királyság zenészei, hangszerkészítői Japánba is gyakran látogattak, így feltételezhető, hogy fejlett és sokrétű zenei tudással rendelkeztek.

### Korjo(Goryeo)
A Korjo (Goryeo) birodalom zenéje követte Silla hagyományait, de műfajilag sok újdonságot teremtett. Három nagy kategóriát különböztetünk meg Korjo (Goryeo) zenéjében, a tangak (dangak) (당악), vagyis a Tang birodalomból származó zene; az egykor hvarang (hwarang)ok által népszerűsített hjangak (hyangak) (향악),, azaz az egyszerű emberek zenéje, a „népzene”; és az aak (아악, vagyis az udvari zene, mely a kínai jajüe (yayue) zenén alapult, és „elegáns zenének” is nevezték. Már ebben az időben is nagy hagyománya volt a táncnak, amit az udvari ceremóniákon mutattak be, és hagyományos udvari vagy rituális zenével kísérték.
A jondunghö (yeondeunghoi) (연등회, „lótuszlámpás fesztivál”) és a phalgvanhö (palgwanhoi) (팔관회) fesztiváloknak is köszönhetően a tánc és a zene fontos művészeti ággá fejlődött. A kiszeng (gisaeng)ek megjelenése is hozzájárult mindehhez, a zenével, költészettel és tánccal foglalkozó hölgyek feladata a szórakoztatás volt. Az aratóünnep idején a sillai örökségként tovább vitt, sámánisztikus cshojongmu (cheoyongmu) (처용무) maszkos táncot adták elő. Ebben a korban jelentek meg az utazó társulatok, amelyek a korábban csak fesztiválok idején előadott darabokat, táncokat hétköznap is előadták, repertoárjukat pedig akrobatikus mutatványokkal és szatirikus színjátékokkal színesítették. A korszak korábbról örökölt jellegzetes hangszerei közé tartozik a hun (훈; egyfajta furulya), a phiri (piri), melynek rokon hangszerei léteznek szerte Ázsiában, de hangja egyedülálló, szaxofonra emlékeztető. A kínai eredetű hangszerek mellett kifejezetten koreai hangszereket is használtak, mint például a tegum (daegeum) (대금), a citera családba tartozó hathúros komungo (geomungo) (거문고) és 12 húros kajagum (gayageum) (가야금), valamint az erhu rokonaként számon tartott hegum (haegeum) (해금).

### Csoszon(Joseon)
Csoszon (Joseon) folytatta a korábbi korokban kialakult zenei hagyományt. A királyi udvar és a jangban (yangban) elit által kedvelt táncok és zenék javarészt különböztek az egyszerű emberek által kedvelt népzenétől, különösen mivel konfuciánus elveket követtek. A királyi udvarban kétféle zenei stílust fogadtak el, a tangak (dangak)ot és az aakot. A felső osztály kedvelt zenéje a csongak (jeongak) (정악) volt.

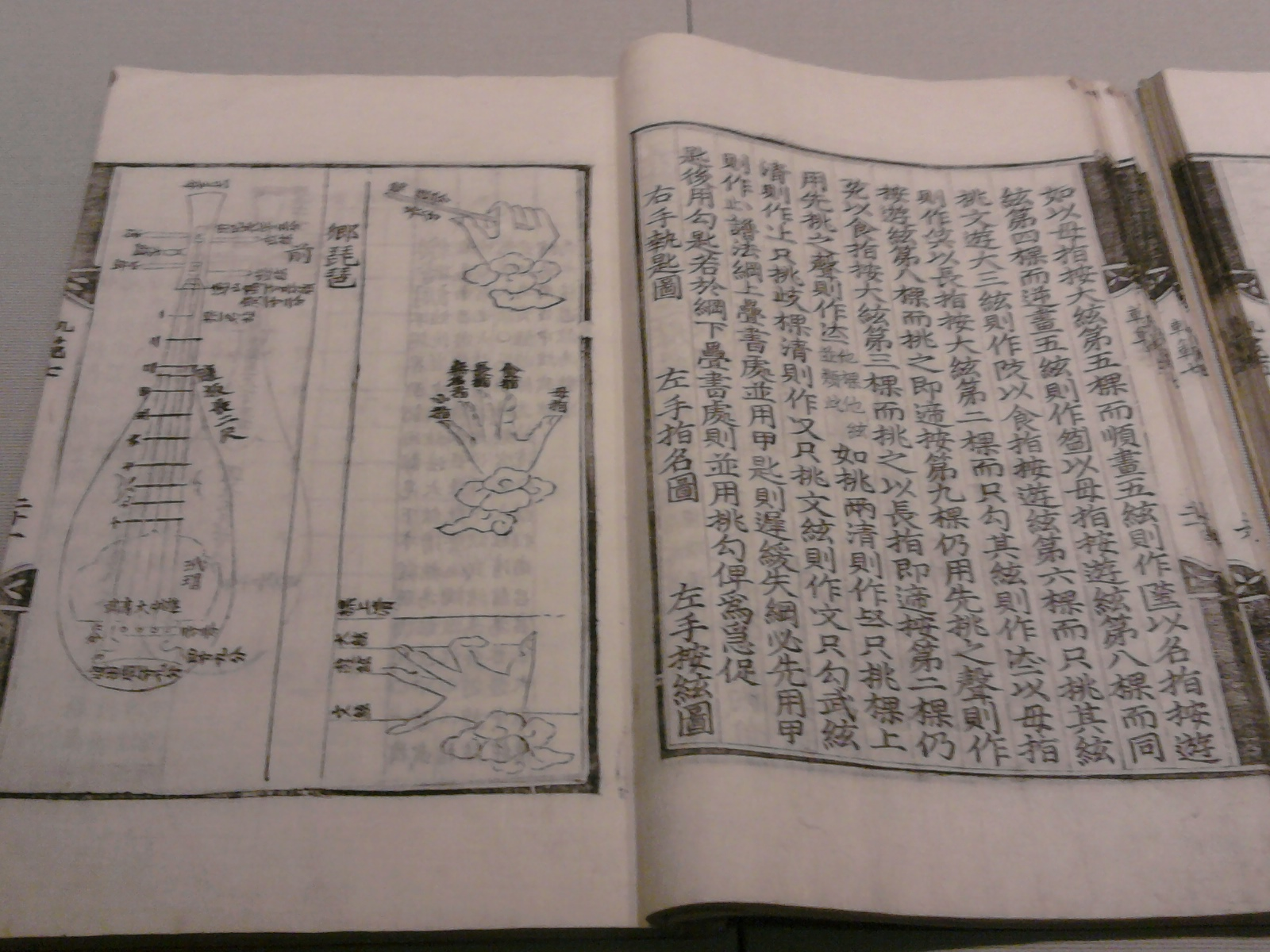
Az Akhak kvebom (Akhak gewbeom)

A korabeli zene fejlődése és az udvari zene megreformálása jelentős részben köszönhető Pak Jon (Bak Yeon) (박연) konfuciánus tudósnak, aki saját kottázási rendszert alkotott (csongganbo (jeongganbo), 정간보). A 15. században olyan művek is születtek, mint az Akhak kvebom (Akhak gewbeom) (악학궤범), mely összegyűjtötte a koreai zenei információkat, és többek között a korjói (goryeói) dalokat is innen ismerjük.
A 16. században a japánok ellen folytatott háború, majd a 17. században a mandzsukkal szembeni harcok pusztító hatását a zene is megszenvedte, megsemmisültek az udvari zenéhez használt hangszerek és egészen 1645-ig nem játszottak udvari zenét. Mikor újra felálltak az udvari zenekarok, a tangak (dangak)hoz és hjangak (hyangak)hoz használt hangszereket alkalmazták. A 18. században a felsőbb osztályok kedvencévé váltak az énekes műfajok, mint a kagok (gagok) (가곡), valamint a megzenésített költemények (kasza (gasa), sidzso (sijo)). A nép ezzel szemben olyan műfajokat kedvelt mint a phanszori (pansori), a szandzso (sanjo) vagy a namszadang-nori (namsadang-nori) (남사당놀이). A phanszori (pansori) fokozatosan a nemesek tetszését is elnyerte.

### 20. század
A 19. század végén vallási énekeket hoztak be nyugatról, így a koreaiak a nyugati zenével csak a 20. század fordulóján találkoztak először, és 1904-től kezdve kezdték el tanítani az iskolákban. Ezekre a dallamokra a koreaiak ráénekelték saját történeteket, dalszövegeket, és így létrejött egy új műfaj, a cshangga (changga) (창가). Később a cshangga (changga) a nemzeti identitás részévé vált, mert az erőszakos nyugat felé való nyitás következtében az emberek ezzel a zenével fejezték ki a hűségüket hazájuk iránt. 1919-ben Hong Nanpha (Hong Nan-pa) (홍난파) koreai zeneszerző komponálta a Pongszonhvát (Bongseonhwát) (봉선화), az első igazi nyugati stílusú koreai dalt. 1945-ben alakult meg az első koreai szimfonikus zenekar, és azóta is nagy népszerűségnek örvend a nyugati zene, számos koreai klasszikus zenész vált világhírűvé.
1951-ben alapították meg a Nemzetközi Kugak (Gugak) Központot, koreaiul Kugnimkugakvon (Gugnimgugakwon)t (국립국악원), a hagyományos koreai zene ápolásáért és tanításáért létrejött intézményt.

## Műfajok

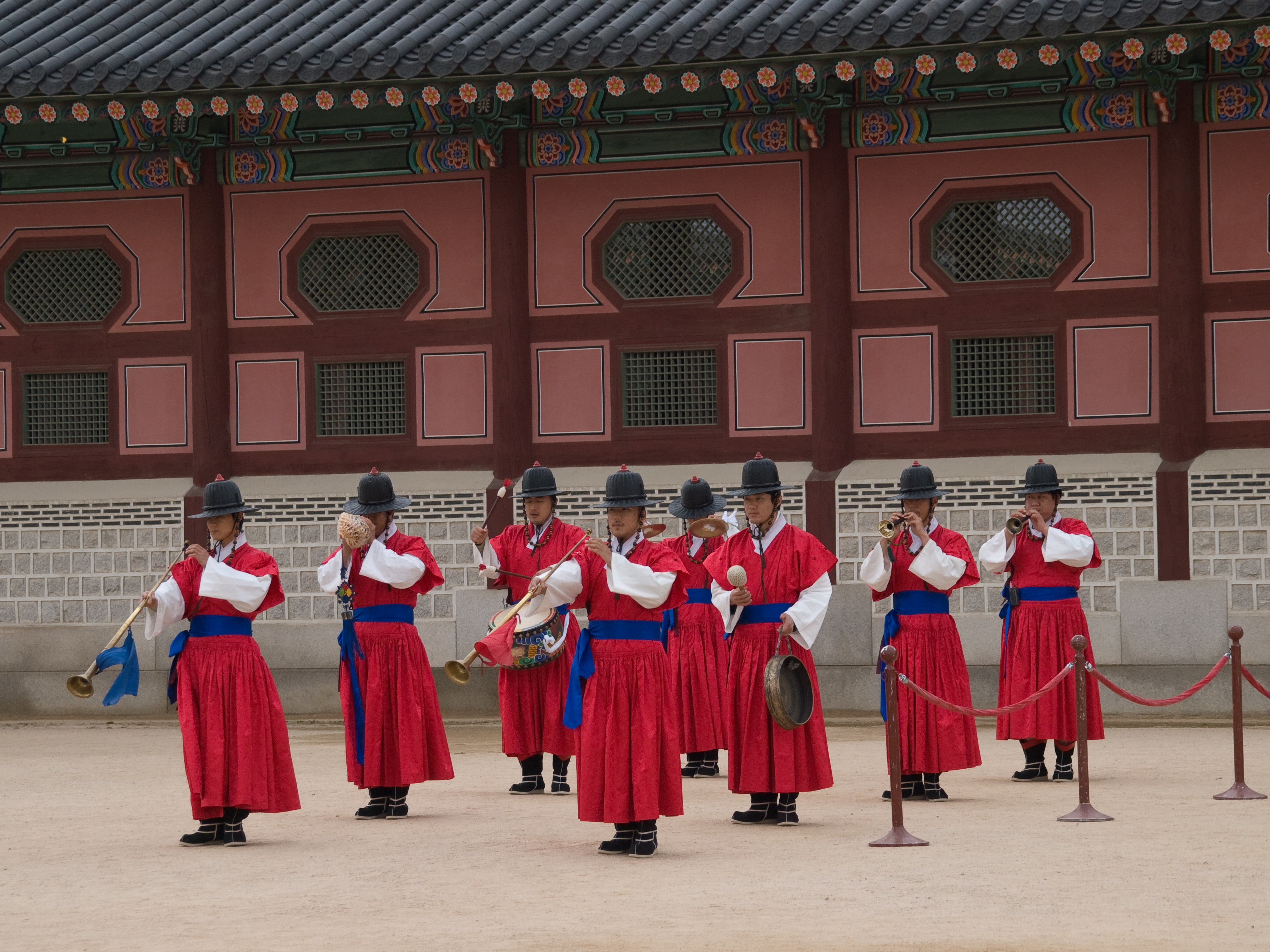
Őrségváltás a Kjongbok (Gyeongbok) palotánál

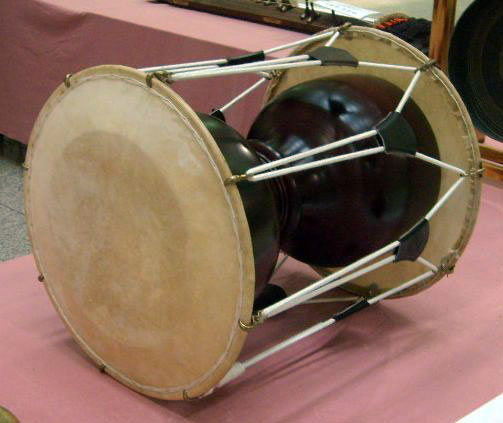
Csanggu (Janggu)

### Udvari zene
Az udvari zenének szigorú formai megkötései, szabályai voltak, melyek általában fontosabbak voltak a mondanivalónál. Témájában gyakran az elhunyt és a jelenlegi uralkodók dicső tetteit dolgozták fel. A különböző hangszerek alkalmazása szimbolikus jelentéssel bírt. Az udvari zenének több fajtája, alműfaja van, melyek közül egyik legismertebb a Csongmjo (Jongmyo) rituális udvari zene (종묘제례악, Csongmjo cserjeak (Jongmyo jeryeak)), melyet az UNESCO szellemi világörökség részévé nyilvánítottak.
Egy másik fajtája a tecshütha (daechwida) (대취타), egy katonai zenei műfaj, melyet gyakran játszanak őrségváltáskor a Kjongbok (Gyeongbok) palotánál.

### Sámánista zene
A három királyság ideje alatt Koreában a sámánizmus egyedülálló módon államvallásként volt jelen. A sámánista rituálékhoz hangszereket szólaltattak meg, és gyakran tánccal kísérték a ceremóniát. A legismertebb műfaja a sinaü (sinawi) (시나위), melyben a csanggu (janggu ) és a puk (buk) dobok, valamint fúvóshangszerek szerepeltek. Ma létező változatában már kajagum (gayageum) vagy komungo (geomungo ) is társul.

### Koreai népzene
Az egyszerű, írástudatlan emberek körében egy más, sokkal narratívabb jellegű, énekelt zene terjedt el. A szegényeknek nem volt lehetőségük zenét tanulni és udvari hangszereken játszani, így ők inkább énekeltek. Akárcsak általában a népdalokban, itt is a mindennapi élet örömeit, nehézségeit, és érzelmeiket foglalták dalba. Legismertebb műfaja a phanszori (pansori) (판소리), egyfajta elbeszélő dal, melyet dobokkal kísértek. Ezt a műfajt szintén az UNESCO világörökség részévé avatták.
A ma már a Korea szimbólumává vált Arirang is eredetileg egy koreai népdal. Számtalan variációja létezik, a koreai tartományokban különböző változatok születtek, melyek mind sajátosak, a régiókra jellemzőek. Ez a dal szintén felkerült az UNESCO listájára.

## Hangszerek

### Fúvós

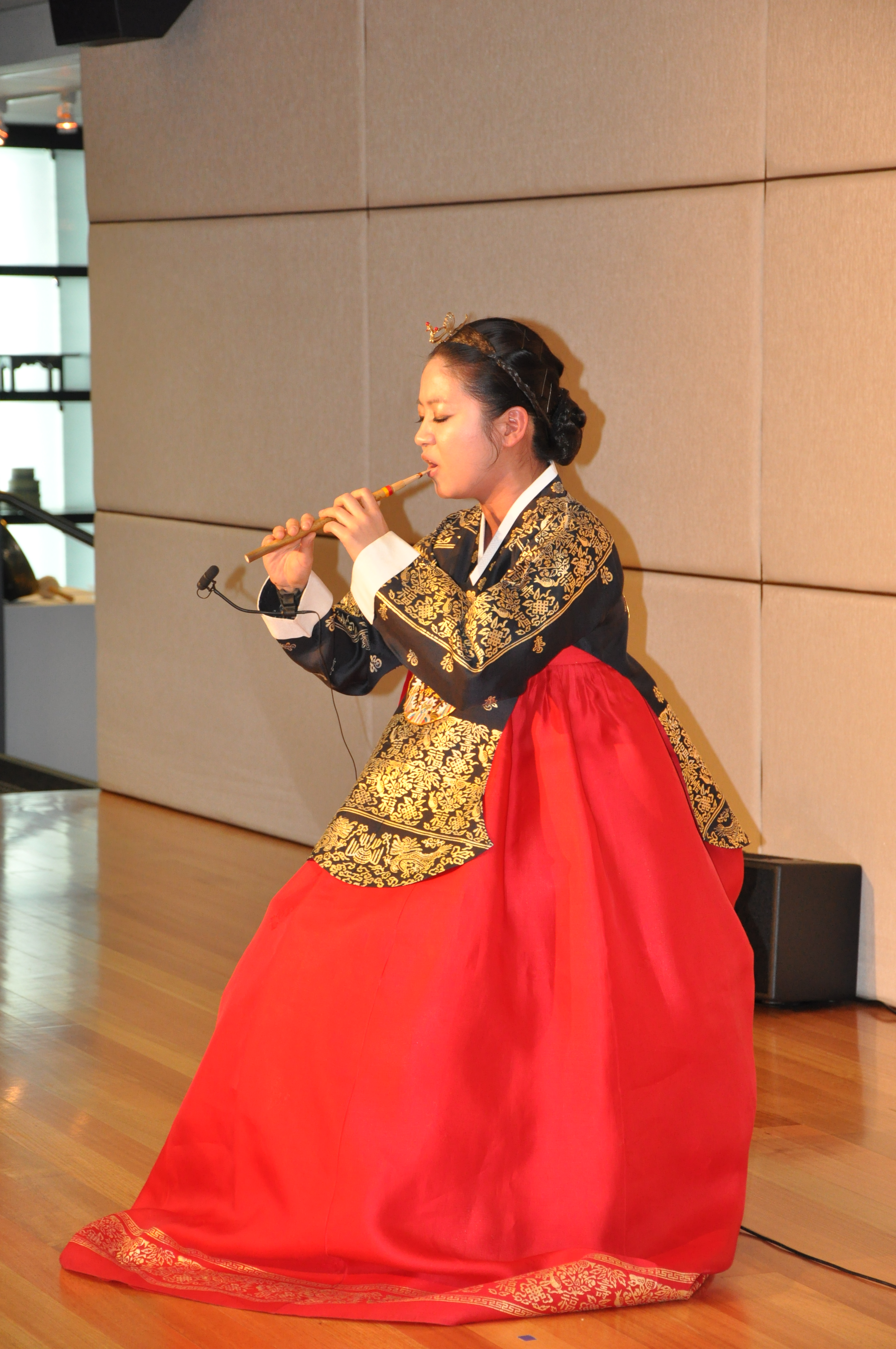
Phirin (Pirin) játszó nő

- phiri (piri) (피리): a phiri (piri) tulajdonképpen egy bambuszfurulya, amit a Közel-Keletről hoztak be. Szólóhangszernek számít, tehát a dallamot játszották vele mind az udvari, mind a népzenében. Többféle piri is létezik, attól függően, hogy milyen bambuszból készítették (pl. hjang piri (hyang piri), tang phiri (dang piri), sze phiri (se piri))
- thungszo (tungso) (퉁소): a Csoszon (Joseon)-kor közepéig használt bambuszfurulya, öreg, száraz bambuszból készült. Főleg udvari zenében használták.
- thephjongszo (taepyeongso) (태평소): ezt a hangszert manapság leginkább a katonai őrségváltásokkor lehet látni, régen a háborúkban volt használatos jeladó kürtként, ezzel jelezték például a győzelmet is. A szócsöve és a tölcsére fémből készült, de a törzsét egyetlen fából faragták.
- szenghvang (saenghwang) (생황): egyfajta koreai szájharmonika, mely rövidebb és hosszabb bambuszsípokból áll. Az egyetlen olyan koreai hangszer, amely képes egyszerre három hangot is megszólaltatni.
- tegum (daegeum) (대금): bambuszból készült harántfuvola, mely meglehetősen hasonlít az európai fuvolára. Különlegessége, hogy található benne egy membrán, ami jellegzetes hangszínt kölcsönöz megszólaltatásakor. A tegum (daegeum) a koreai hagyományos zene egyik legelterjedtebb hangszere, alkalmas a dallamvezetésre, de zenekari kíséretre is.
- szogum (sogeum) (소금): a tegum (daegeum) „kistestvére”, hiszen a lényegében egy ugyanolyan harántfuvoláról van szó, csak kisebb méretben. A szogum magasabb hangokat szólaltat meg, és nem számít szóló hangszernek, nincsen membránja sem.
- tanszo (danso) (단소): a legegyszerűbb koreai bambuszfurulya, amit már az általános iskolákban is tanítanak.

### Húros

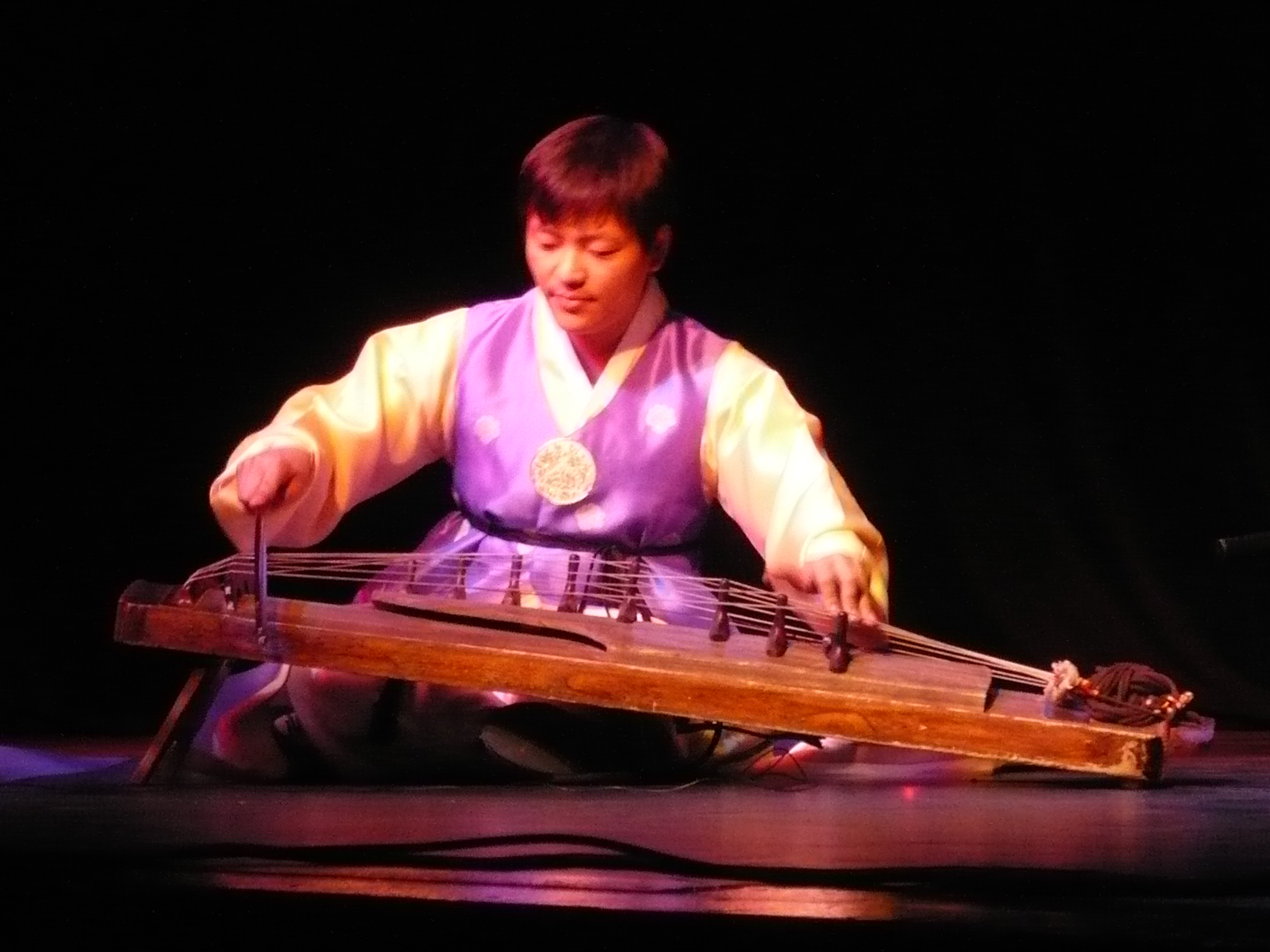
Adzseng (Ajaeng)

- kajagum (gayageum) (가야금): talán a legismertebb és legnépszerűbb tradicionális koreai hangszer. Eredetileg 12 selyemhúrral készült, manapság azonban már számos változata létezik. Szólóhangszerként és kísérőhangszerként is használatos, egyedi, tiszta hangja miatt nagyon közkedvelt, és nem utolsósorban könnyen meg lehet tanulni rajta játszani.
- komungo (geomungo) (거문고): ez tekinthető a vezető koreai hangszernek a húrosok között, mivel három oktávot átfogó skálán lehet rajta játszani. Általában bambuszpengetővel szólaltatják meg.
- adzseng (ajaeng) (아쟁): héthúros hangszer, melyet az előzőkkel ellentétben vonóval szólaltatnak meg. Míg a kajagum (gayageum)ot és a komungót (geomungót) a térdre támasztják és másik felét a földre helyezik, az adzseng (ajaeng) egyik felén egyfajta támaszték van, mely megemeli a hangszert. Legtöbbször zenekarban fordul elő.
- janggum (yanggeum) (양금): az egyetlen európai eredetű hangszer, mind közül ez hasonlít legjobban a citerához. A húrjai fémből készültek, így nem pengetik, hanem ütőkkel szólaltatják meg. Tiszta, csengő hangja van. Gyakran társul a danszo (danso) furulyához kísérőként, de szóló hangszerként is megállja a helyét.
- hegum (haegeum) (해금): szintén bambuszból készült hangszer. Két húrja van, és az alakja is egyedülálló. A hangszíne inkább fájdalmas vagy szomorkás.

### Ütős

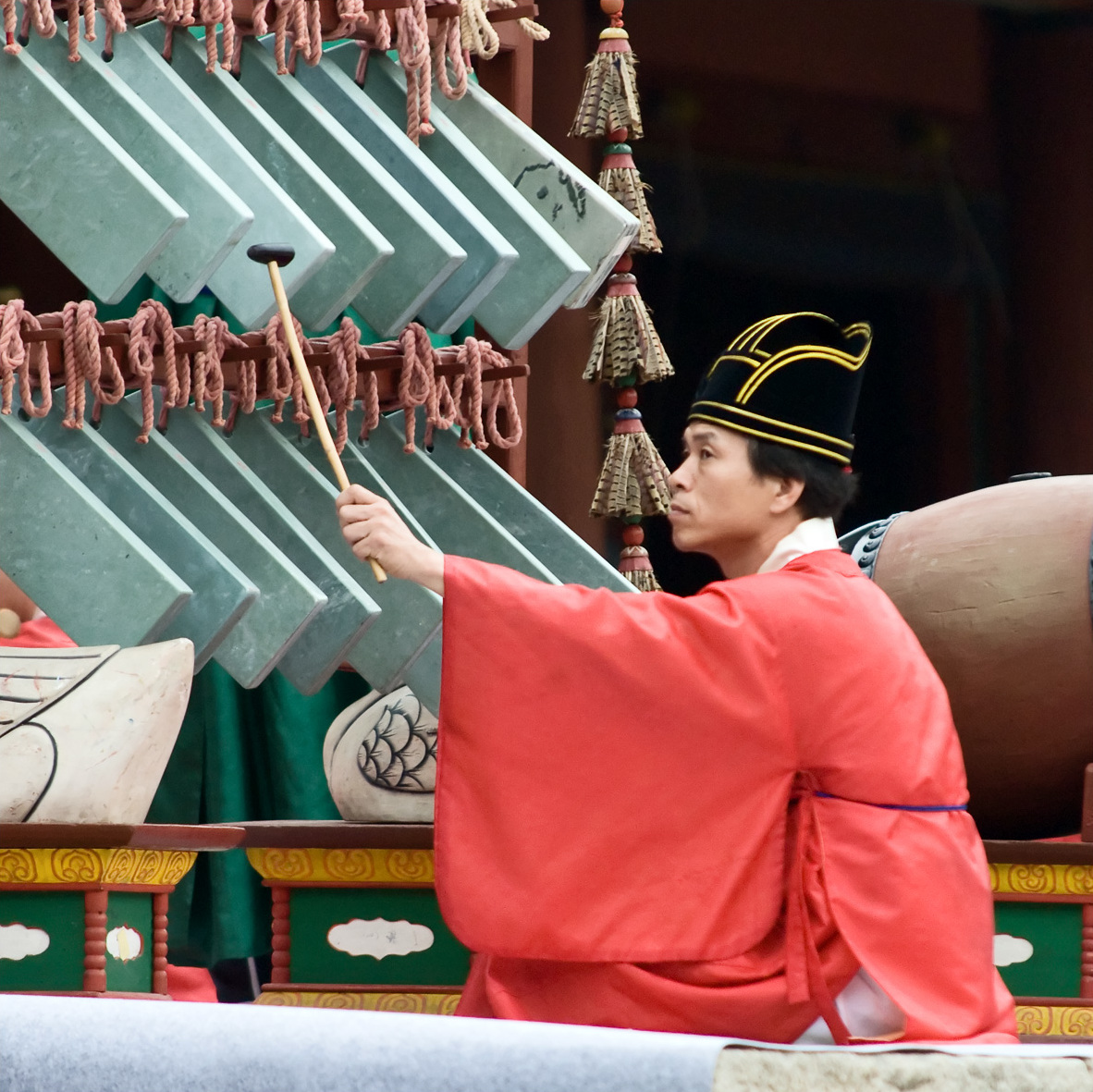
Phjongjong (Pyeongyeong)

- kkvenggvari (kkwaenggwari) (꽹과리): 20 cm átmérőjű, sárgarézből készült korong. * csing (jing) (징): gyakorlatilag a kkvenggvari (kkwaenggwari) nagyobb méretben. Átmérője majdnem duplája, 37–38 cm, léteznek kisebb és nagyobb változatai attól függően, hogy mihez használják. A katonák körében inkább a nagyobbat, a sámánok viszont a kisebbeket ütik. Puha fejű ütővel verik, hogy tompísák a hangját. Általában ez adja a mérőt, tehát az ütem egyeket.
- csanggu (janggu) (장구): homokóra alakú hangszer, teste fából, a dob része kifeszített állatbőrből készül. A két végén két különböző dob van, így két hangot lehet megszólaltatni egyszerre. Az egyik felén magasabb és élesebb hangot, a másik oldalán pedig mélyebb és tompább hangot ad.
- puk (buk) (북): henger alakú dob, melynek legalább tízféle változata létezik az országban. Mindenféle műfajban megtalálható, eredetileg a népzenében például a phanszori (pansori) egyik kelléke volt.
- szogo (soho) (소고): apró, 20 cm átmérőjű, kétoldalú dob. Általában táncos előadásokhoz társul kísérőként, például a phungmul (pungmul) táncokhoz.
- cshuk (chuk) (축): a történelmi Koreában a ceremóniák kezdetének jelzésére szolgált. Nem minősül igazi hangszernek, mert egy üreges, trapéz alakú fadobozról van szó, amelybe középen lyukat vágtak. A dobos egy ütőt helyezett a lyukba és a doboz alját ütötte meg, így jelezte a kezdést. A hagyomány szerint a keleti oldalon helyezték el. A cshuk (chuk)nak meg van a ceremónia végét jelző párja, amit a nyugati oldalon helyeztek el.
- phjondzsong (pyeonjong) (편종): díszes fakereten lógó, 16 darab csengő, melyek 8–8 elosztásban lógnak a kereten, és kromatikusan (félhangonként) emelkedik a hangmagasságuk. A 15. századtól kezdve vált egyre népszerűbbé, az udvari zenében használták.
- phjongjong (pyeongyeong) (편경): az előzőhöz hasonló hangszer, de nem csengőket, hanem kőtáblákat függesztenek fel. A kövek a tizenkét hangot szólaltatják meg, a maradék négy pedig oktávokat hallat. A phjondzsong (pyeonjong)ot és a phjongjong (pyeongyeong)ot is Kínából hozták be, mindkettő a rituális zene fő alkotóeleme volt.